# Game Boy
Game Boy (japonsky ゲームボーイ, výslovnost Gēmu Bōi) byla první komerčně úspěšná kapesní herní konzole. Vyvinula a vyráběla ji firma Nintendo, která ji uvedla na trh 16. srpna 1989 za 89.95 dolarů. Celosvětový prodej této konzole v kombinaci s nástupcem Game Boy Color se vyšplhal na 118.69 milionů kusů. Jednou z největších výhod byla možnost výměny samotné hry za jinou, ty vycházely ve formě cartridge. U předchůdce Game & Watch si hráč musel vystačit s jednou hrou na konzoli. Další výhodou konzole je její výdrž, a to díky čtyřem bateriím typu AA, které vydrží až 35 hodin nepřetržitého hraní. Ke konzoli bylo možné dále dokoupit napájecí zdroj. V originálním balení se konzole dodávala s logickou hrou Tetris. Kromě Tetrisu na tuto konzoli vyšly i hry Pokemon Red a Blue, Super Mario Land a mnoho dalších. Konzole se dočkala také vlastního emulátoru na konzoli snes ve formě redukce.

## Technická specifikace
- CPU: vlastní 8bitový čip Sharp x80 s frekvencí 4.19 MHz, podobný procesoru Intel 8080 s tím, že chyběly registry uvedené v procesoru Zilog Z80, ale obsahoval některé rozšiřující instrukce Z80 (např. pro bitové manipulace). Čip také obsahoval generátor zvuku.
- RAM: 8 KB S-RAM
- Video RAM: 8 KB
- ROM: 256 bajtů vypálených v CPU pro zavaděč; přídavné cartridge ve velikostech 256 kbit, 512 kbit, 1 Mbit, 2 Mbit, 4 Mbit a 8 Mbit
- Zvuk: dvě čtvercové vlny, 1 programovatelný 32samplový 4bitový PCM, generátor bílého šumu. Vestavěn byl pouze jeden reproduktor, ale sluchátka vydávají stereo zvuk.
- Displej: LCD s rozlišením 160 × 144 pixelů a úhlopříčkou 66 mm
- barevná paleta: čtyři stupně „šedé“ (spíše odstíny zelené)
- Komunikace: přes sériový port je možné propojit až čtyři konzole
- Napájení: 4 baterie typu AA, 0,7 W (baterie vydrží přibližně 35 hodin)
- Rozměry (š×v×h): 90 mm × 148 mm × 32 mm